# Katja Paryla

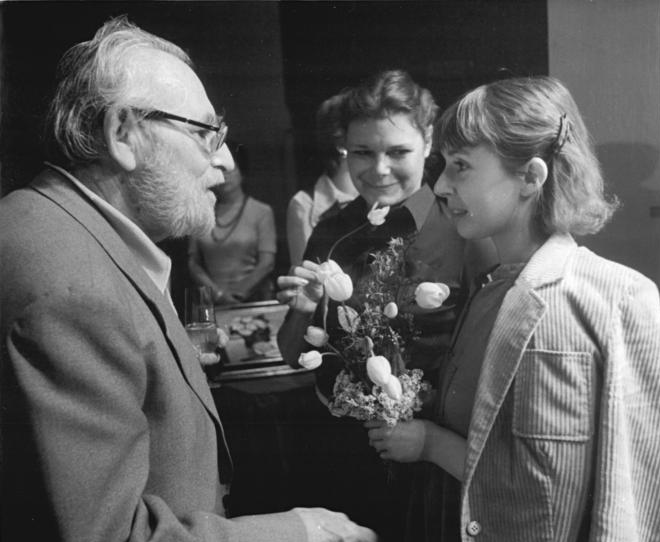
Wolfgang Heinz, Katja Paryla y Simone von Zglinicki en 1980

Katja Paryla (25 de enero de 1940 - 25 de agosto de 2013) fue una actriz y directora teatral conocida por su trayectoria artística en la República Democrática de Alemania.

## Biografía
Su nombre completo era Katharina Paryla, y nació en Zúrich, Suiza, siendo su padre el actor y director Emil Stöhr y su esposa, Selly Paryla. Su tío era el actor y director Karl Paryla. Ella era prima de los también actores Nikolaus Paryla y Stephan Paryla-Raky.
Nació en Zúrich al haber emigrado a Suiza sus padres tras producirse en Austria el Anschluss en 1938. En 1946 la familia fue a vivir a Viena. Tras producirse el boicot a Bertolt Brecht, el Teatro Scala de Viena hubo de cerrar en 1956, por lo que su padre hubo de emigrar a Berlín Este para encontrar trabajo.
Paryla asistió en Berlín a la Kunsthochschule Berlin-Weißensee, especializándose y diplomándose en diseño de moda. En 1960 se presentó a la Staatlichen Schauspielschule de Berlín, la posterior Escuela de Arte Dramático Ernst Busch, en Berlín-Niederschöneweide, donde se formó entre 1961 y 1963. 
Paryla debutó junto a su padre en 1962 en el Deutsches Theater de Berlín en la obra de Oldřich Daněk Die Hochzeit des Heiratsschwindlers, en la que encarnaba a Milena Andertschowa. Wolfgang Heinz la contrató en el año 1963 para actuar en el Volksbühne Berlín, y Kurt Veth la llevó en 1967 al Teatro Maxim Gorki de esa ciudad.
Desde finales de la década de 1960, Paryla trabajó también para el cine y la televisión. Sus mayores éxitos fueron dos series infantiles, Spuk unterm Riesenrad (1978) y Spuk im Hochhaus (1981/1982).
Desde 1978 a 1990 Paryla formó parte del elenco de actores del Deutschen Theaters. Posteriormente actuó en el Teatro Schiller de Berlín y en la Orquesta Estatal de Weimar. Desde 2004/2005 a 2007/2008 fue directora en funciones del Theater Chemnitz. Desde el inicio de la temporada 2008/2009 trabajó también en el Düsseldorfer Schauspielhaus.
Además, fue miembro de la Academia de las Artes de Berlín, y vivió en Wölsickendorf, cerca de Bad Freienwalde.
Katja Paryla se casó por vez primera con el actor Kaspar Eichel. Su hijo, Alexej Paryla, nacido en 1969 fruto de su relación con el actor y director Alexander Lang, es un artista gráfico y escenógrafo. En tiempos posteriores vivió con el actor Iván Gallardo en Wölsickendorf.
En 1973 recibió el premio de las Artes de la RDA. Katja Paryla falleció en Höhenland, Distrito de Märkisch-Oderland, en el año 2013.

## Teatro (selección)

### Actriz

#### Volksbühne Berlin
- 1964 : Kurt Tucholsky: Schloß Gripsholm, dirección de Martin Eckermann
- 1964 : Manfred Bieler: Nachtwache, dirección de Hans-Joachim Martens
- 1964 : Horst Salomon: Katzengold
- 1965 : Peter Hacks: Moritz Tassow, dirección de Benno Besson
- 1966 : Max Frisch: Andorra, dirección de Fritz Bornemann
- 1967 : Peter Weiss: Die Verfolgung und Ermordung Jean Paul Marats, dirección de Fritz Bornemann

#### Teatro Maxim Gorki
- 1965 : Viktor Rozov: Am Tage der Hochzeit
- 1966 : Iwan Kotscherga: Der Uhrmacher und das Huhn
- 1967 : Máximo Gorki: Wassa Schelesnowa
- 1967 : Rainer Kerndl: Die seltsame Reise des Alois Fingerlein
- 1968 : Luigi Pirandello: Liola, dirección de Hans-Georg Simmgen
- 1968 : Sean O'Casey: Der Stern wird rot, dirección de Kurt Veth
- 1971 : Carlo Goldoni: La donna di garbo oder Liebe macht erfinderisch
- 1971 : Rainer Kerndl: Wann kommt Ehrlicher?
- 1971 : Armin Stolper: Himmelfahrt zur Erde
- 1972 : William Congreve: Liebe für Liebe, dirección de Karl Gassauer
- 1973 : Karl Gassauer: Der verspielte Scheidungsgrund
- 1975 : Franz Xaver Kroetz: Maria Magdalena
- 1975 : Máximo Gorki: Die Letzten, dirección de Wolfgang Heinz
- 1978 : Gerhart Hauptmann: Einsame Menschen

#### Deutsches Theater Berlin
- 1962 : Oldřich Daněk: Die Heirat des Heiratschwindlers, dirección de Horst Drinda
- 1978 : Andreas Gryphius: Horribilicribifax, dirección de Alexander Lang
- 1978 : Gotthold Ephraim Lessing: Miss Sara Sampson, dirección de Alexander Lang
- 1979 : Jürgen Groß: Trampelpfad, dirección de Günter Falkenau
- 1980 : William Shakespeare: El sueño de una noche de verano, dirección de Alexander Lang
- 1980 : Sófocles: Electra, dirección de Friedo Solter
- 1980 : Antón Chéjov: La gaviota, dirección de Wolfgang Heinz
- 1981 : Tadeusz Różewicz: Weiße Ehe, dirección de Rolf Winkelgrund
- 1982 : Alexander Lang a partir de Heinrich Mann: Die traurige Geschichte von Friedrich dem Großen, dirección de Alexander Lang
- 1983 : Bertolt Brecht: Die Rundköpfe und die Spitzköpfe, dirección de Alexander Lang
- 1984 : Christian Dietrich Grabbe: Herzog Theodor von Gothland, dirección de Alexander Lang
- 1984 : Johann Wolfgang von Goethe: Iphigenie auf Tauris, dirección de Alexander Lang
- 1986 : Eurípides: Medea, dirección de Alexander Lang
- 1986 : August Strindberg: Totentanz, dirección de Alexander Lang
- 1987 : Gotthold Ephraim Lessing: Nathan el Sabio
- 1988 : Volker Braun: Transit Europa

### Directora de escena
- 2011 : Nachtasyl (Maxim Gorki), Theater Vorpommern Greifswald

## Filmografía (selección)
- 1963 : Die Spur führt in den 7. Himmel (serie TV en cinco episodios)
- 1965 : Tiefe Furchen
- 1969 : Geheime Spuren (miniserie TV), dos episodios
- 1970 : Netzwerk
- 1971 : Die Russen kommen
- 1971 : Kennen Sie Urban?
- 1971 : Karriere
- 1975 : Die unheilige Sophia (telefilm)
- 1975 : Zwischen Nacht und Tag
- 1976 : Beethoven – Tage aus einem Leben
- 1979 : Spuk unterm Riesenrad (serie TV)
- 1979 : Karlchen, durchhalten! (telefilm)
- 1979 : P.S.
- 1980 : Polizeiruf 110 (serie TV), episodio Der Einzelgänger
- 1980 : Levins Mühle
- 1982 : Spuk im Hochhaus (serie TV)
- 1985 : Die Rundköpfe und die Spitzköpfe (telefilm)
- 1987 : Die erste Reihe (telefilm)
- 1989 : Ich, Thomas Müntzer, Sichel Gottes (telefilm)
- 1991 : Stein
- 1992 : Die Verfehlung

## Radio
- 1967 : Gerhard Stübe: John Reed. Dramatische Chronik in drei Teilen, dirección de Fritz Göhler (Rundfunk der DDR)
- 1970 : Chingiz Aitmátov: Die Straße des Sämanns, dirección de Werner Grunow (Rundfunk der DDR)
- 1976 : Lia Pirskawetz: Das Haus am Park, dirección de Barbara Plensat (Rundfunk der DDR)
- 1977 : Samuil Marshak: Das Katzenhaus, dirección de Jürgen Schmidt (sello Litera)
- 1978 : Ödön von Horváth: Kasimir und Karoline, dirección de Werner Grunow (Rundfunk der DDR)
- 1980 : Elisabeth Panknin: Prinz Rosenrot und Prinzessin Lilienweiß oder die bezauberte Lilie, dirección de Joachim Staritz (Rundfunk der DDR)
- 1980 : Lia Pirskawetz: Stille Post, dirección de Horst Liepach (Rundfunk der DDR)
- 1982 : Irina Liebmann: Sie müssen jetzt gehen, Frau Mühsam, dirección de Barbara Plensat (Rundfunk der DDR)
- 1983 : Lion Feuchtwanger: Erfolg, dirección de Werner Grunow (Rundfunk der DDR)
- 1984 : Albert Wendt: Vogelkopp, dirección de Norbert Speer (Rundfunk der DDR)
- 2000 : Stefan Mahlke: Stopfe ihm das Maul, dirección de Jürgen Dluzniewski (Radio-Feature – Mitteldeutscher Rundfunk)